# 巴 (能)
『巴』（ともえ）は、木曾義仲の愛人である女武者、巴御前を主人公にした能楽作品。作者は観世小次郎信光とする古書もあるが不詳。女性を主役にした修羅能はこれが唯一の作品である。

## 作品構成
旅の僧が琵琶湖畔で、いわくありげな里の女にであい、その地が木曾義仲の終焉の地であることを知る前段、里の女が義仲の愛妾で家臣でもある巴御前の亡霊であるとわかる間狂言部分、巴の霊が義仲と最期をともにできなかった無念を語り、女武者としての奮闘を舞う後段からなる。

### 前段
【登場人物】
前シテ
里の女。※巫女にもする。
ワキ
木曾の僧。
木曾の山奥の僧が、都にのぼる途上、近江国粟津の原の社で休んでいると、里の女が登場し、神前で涙を流す。不思議に思った僧がわけをたずねると
｢何事のおはしますかはしらねども かたじけなさに涙こぼるる｣
という古歌をひき、
「神様の前で涙を流すものを不審がられるのは、おかしいことです」
と答える。そして僧の生まれ在所を尋ねるので、僧は｢木曾の山家｣と答えると、
「それなら、ここ粟津の原のことはよくご存知でしょう。木曾義仲の御霊がここにおられるのですから。」
と告げる。僧は義仲の霊にぬかづき、ここに一夜をすごして経を詠もうという。入相の鐘がなり、不思議な雰囲気になったとき、女は「わたしの名前はこの里の人におたずねなさい｣といって草のなかに消えていった。

### 間狂言
【登場人物】
ワキ
木曾の僧。
アイ
所の者（その土地の住人）。
そこへ今夜の神事にやってきた所の者が登場、僧は木曾義仲のこと、巴のことを語ってくれと頼む。里人は寿永二年(1183年)の夏に旗揚げした木曾義仲がこの地で果てるまでのいきさつを語る。
「木曾殿は山吹と巴という二人の女武者を連れていたが、ここに来る前に山吹は討ち死に、眉目うつくしく、武力ひときわすぐれた巴は、最期の七騎になってもつきしたがっていました。しかし木曾殿は巴にむかい『自分はここで討ち死にする決心だが、最期まで女をつれていたといわれては末代の恥。故郷に帰ってこの有様を語れ』と命じたのです。巴はその命令に反抗することもできず、せめて戦ってからお別れしようと、遠江の住人内田の三郎以下三十騎を相手に選び、内田三郎の首をねじきって木曾殿に見せ、鎧をぬいで行方しれずとなりました。そののちすぐに木曾殿もここで果てられたので、村人たちで祠をたててお祭りしているのです」
というのである。僧はさきほどの若い女性のことを話すと、それはきっと巴の霊であろうと所の者は述べ、経を詠んで供養することをすすめる。

### 後段
【登場人物】
後シテ
巴の霊。
ワキ
木曾の僧。

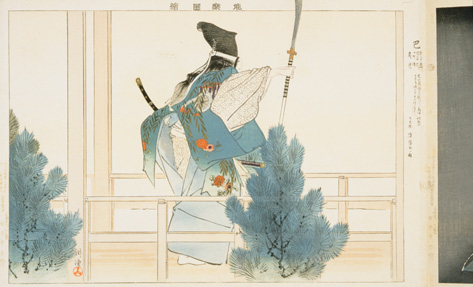
月岡耕漁「能楽図絵二百五十番」

日もとっぷり暮れ、僧が経を詠み回向をしていると、一声という笛の音にあわせて、長刀をたずさえ甲冑をつけた女があらわれ、「僧の詠む経の力で成仏できるであろう」と喜ぶ。僧が甲冑をきた姿をあやしむと、女は自分こそ女武者、巴であるとなのり、女の身ゆえ義仲と最期をともにできなかった恨みが成仏をさまたげていたのだと、義仲との思い出を語りはじめる。
「五万騎の軍勢とともに木曾をいでたち、くりから峠の戦いにおいてもだれにも先をこされなかったが、木曾殿の運はつきて粟津野の草の露と消えてしまわれた。あれは睦月の冬空、雪のまだらに消え残るなか、馬をたよりに都を落ちられたが、ここで田の薄氷を踏みやぶって馬がすすめなくなり、義仲殿は立ち往生してしまわれた。わたしは殿に駆け寄って、深手をおっておられることに気づいた。替わりの馬にお乗せしてこの松原までおつれし『御自害なさいませ。わたくしもお供を』というと、『お前は女だ。逃げる道もあるだろう。この小袖をふるさと木曾に届けよ』とおっしゃるので、涙ながらに殿のもとを去った。こうしてお側をはなれたものの、見れば敵の大勢が『あれは巴か 女武者』とせめてくるので、一戦まじえられるのも嬉しく、長刀を短くもって少し躊躇しているふりをすると、敵は調子にのって斬ってかかる。それをこの長刀で四方を払い、八方をはらって、敵をおいはらってしまった」
巴の謡は途中から地謡にひきつがれ、立ち回りをあらわすシテの舞いはたらきになる。

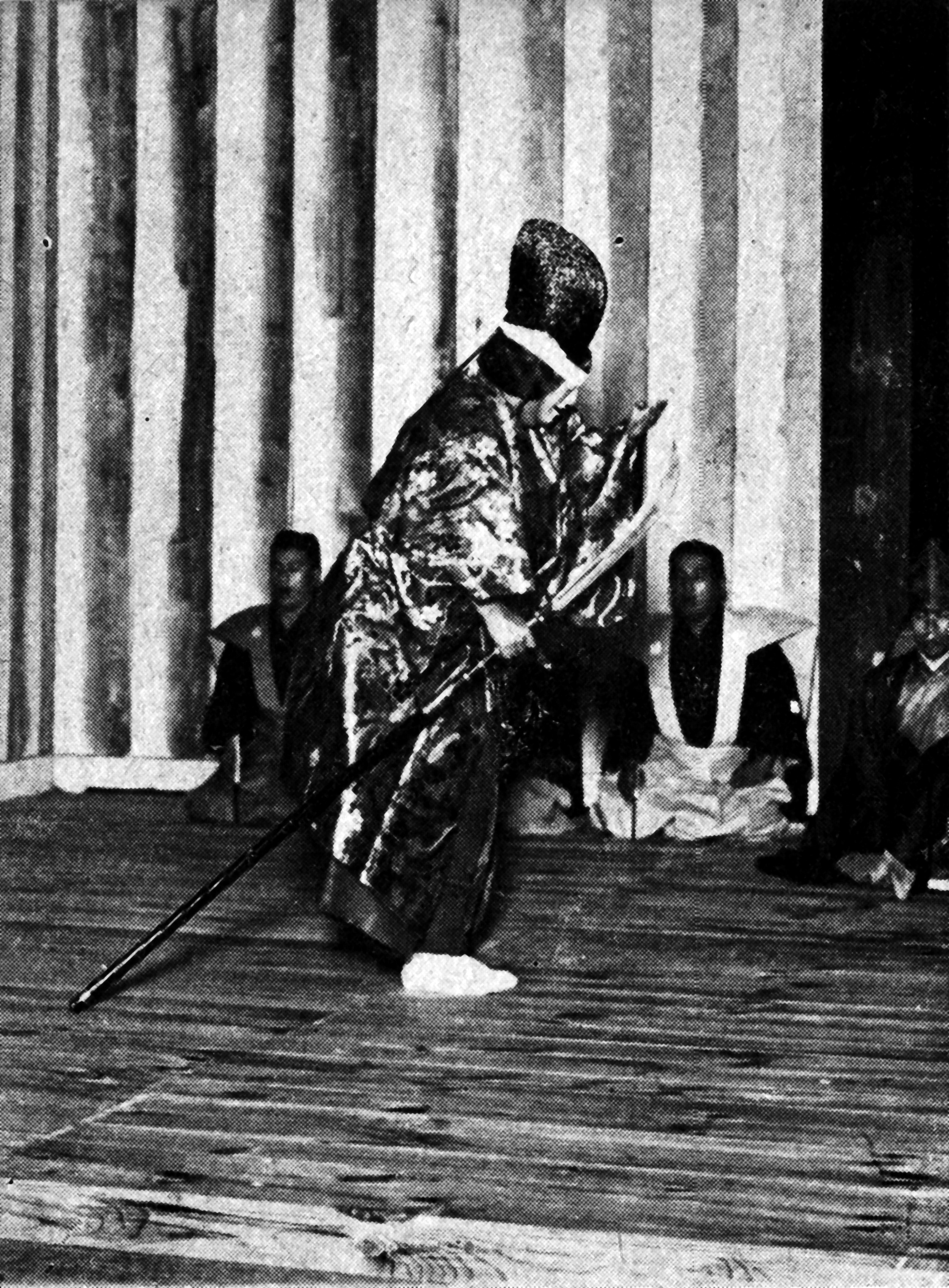
喜多実による「巴」、盛岡劇場での演能

激しい舞をおえて、長刀を捨て、巴はさらに語る。
｢殿のおられたところに立ちかえってみるとすでに御自害、この松の根に頭をあずけて横たわっておられる。そこにさきほどの小袖があったのをわたしは泣く泣く賜って、その場を立ち去ろうとしたのだが、立ち去りがたく、どうしようもなかった。しかし殿のご遺言ゆえ、琵琶湖のほとりで静かに鎧をぬぎ、お形見の小袖をひきかついで、木曾の里めざしてひとり落ちていった。このうしろめたさの執心をとむらいたまえ。｣
と、僧にむかって合掌し、能は終わる。

## 平家物語との関係
『巴』は平家物語巻の九「木曾の最期」に基づいているが、内容的に相違がある。まず平家物語では、義仲は「死ぬときまで女と共にしては恥」として巴と分かれるが、本作では巴を生かす為、小袖を故郷に届けさせている。また平家物語では義仲は自害する前に雑兵に射られて最期を迎えるが、本作では自害を遂げている。

## その他
- 「木曾の最期」を題材にした能として『巴』の他に『兼平』があるが、こちらは今井兼平をシテにしてこのシーンを描いたものである。
- 本作で巴は義仲から「（逃げなければ）主従三世の縁を切る」と言われて逃げる事を決意するが、これは主従は前世や来世までも縁があるという意味で、「親子は一世、夫婦は二世、主従は三世」と言われる。